# الأرض (فلم 2021)
الأرض (بالإنجليزية: Land) فيلم دراما أمريكي لعام 2021 من إخراج روبن رايت  في أول ظهور لها في الإخراج، ومن سيناريو لجيسي تشاتام وإيرين ديجنام. الفيلم من تمثيل النجوم روبن رايت وديميان بشير، ويروي قصة امرأة في أعقاب حدث لا يسبر غورها، تجد نفسها غير قادرة على البقاء على اتصال بالعالم الذي عرفته من قبل. تم عرض الفيلم لأول مرة في مهرجان صندانس السينمائي في 31 يناير 2021، وتم إصداره في الولايات المتحدة في 12 فبراير 2021.

## طاقم التمثيل
روبن رايت: في دور إيدي هولزر (امرأة تعيش في البرية)
دميان بشير: في دور ميغيل بوراس (صياد محلي)
سارة دون بليدج: في دور الاوا كرو (ممرضة وصديقة ميغيل)
كيم ديكنز: في دور إيما (أخت إيدي)
براد ليلاند: في دور كولت
فينلي وجتاك هيسونج: في دور درو
براد ليلاند: في دور كولت
جوردان بولتشيلد: في دور موظف مخزن
ديف تريمبل: في دور كاتب متجر
ريكي لين وارد: في دور كايلا بيج بير
ميا ماكدونالد: في دور الكي
بارب ميتشل: في دور نادلة العشاء
دينيس كوري: في دور الرجل العجوز في ستيتسون
فاليري بلانش: في دور امرأة غاضبة
لورا ينجا: في دور امرأة متجر الأحذية

## ملخص أحداث الفيلم
تحاول إيدي (روبن رايت) بعد خسارة مأساوية، ان تتغلب على حزنها، والتواجد في حياة الآخرين بشكل عام. تحاول أختها إيما (كيم ديكنز) أن تكون حاضرة من أجلها، لكن إيدي تبالغ في حالتها النفسية، وهي غير قادرة على التأقلم على الرغم من دعم إيما والمعالج. تصبح إيدي في حاجة إلى الهروب، وتتخلى عن هاتفها وحياتها السابقة مقابل العيش الهادئ في برية وايومنغ، ومع ذلك، فإن الحياة ليست سهلة تمامًا في البرية وليس لدى إيدي أي فكرة عما تفعله في البداية، معتقدة أن حبسها الانفرادي سيخفف بعض حزنها. تحدث عاصفة ثلجية غادرة، ويقوم بإنقاذ إيدي الصياد المحلي ميغيل (دميان بشير)، والممرضة ألاوا كرو (سارة دون بليدج) وعليها التعامل مع عقد إيجارها الجديد.

## الإنتاج والإصدار
أُعلن في أبريل 2019، أن روبن رايت سيشارك في الفيلم ويخرجه، من سيناريو جيسي تشاتام وإيرين ديجنام. في أكتوبر 2019، انضم دميان بشير، وكيم ديكنز إلى طاقم العمل، وحصلت شركة فوكس فيتشرز على حقوق التوزيع.
بدأ التصوير الرئيسي في أكتوبر 2019 في ألبرتا، بكندا لمدة تسعة وعشرين يومًا.
عُرض الفيلم لأول مرة في مهرجان صندانس السينمائي 2021 في 31 يناير 2021، وصدر إلى دور العرض في الولايات المتحدة في 12 فبراير 2021، وصدر على فيديو عند الطلب في 5 مارس 2021.

## استقبال الفيلم
ح فيلم «الأرض» جنبًا إلى جنب مع فيلم «يهوذا والمسيح الأسود»، وحقق 899.010 دولار من 1231 دوراً للعرض في عطلة نهاية الأسبوع الافتتاحية (1.1 مليون دولار على مدى أربعة أيام)، واحتل المركز الخامس في شباك التذاكر، وفي عطلة نهاية الأسبوع الثانية، انخفض الدخل بنسبة 44٪ إلى 500.010 دولاراً.
منح موقع الطماطم الفاسدة الفيلم تقييماً مقداره 69% بناءاً على آراء 127 ناقداً سينمائياً، وكتب إجماع نقاد الموقع: «آفاق الأرض الجميلة، لا يمكن أن تعوض عن الفراغ في مركزها».
منح موقع ميتاكريتيك الفيلم تقييماً مقداره 62% بناءاً على آراء 29 ناقداً.
منحت الجماهير التي استطلعت آراؤهم شركة سينما سكور الفيلم درجة (+B) على مقياس من (+A) إلى (F).
منح رواد السينما، حسب بوست تراك، الفيلم تقييماً مقداره 73%، و 42٪ قالوا أنهم يوصون به بالتأكيد.

## الجوائز والترشيحات
أفلام (AARP) لجوائز الكبار 2021: فاز بجائزة أفضل ممثل مساند (دميان بشير)، وترشح لجائزة أفضل ممثلة (روبن رايت).
جوائز نقابة المشرفين على الموسيقى 2021: ترشح لجائزة أفضل موسيقى لمقطع دعاية.
مهرجان بالم سبرينغز السينمائي الدولي 2021: فاز بجائزة مخرج يجب مشاهدته (روبن رايت).

## وصلات خارجية
https://www.imdb.com/title/tt10265034/ الأرض (فيلم 2021)
https://www.rottentomatoes.com/m/land_2021 الأرض (فيلم 2021)
https://www.metacritic.com/movie/land الأرض (فيلم 2021)
https://www.focusfeatures.com/land الأرض (فيلم 2021)